# 1991-es magyar úszóbajnokság
Az 1991-es magyar úszóbajnokságot júliusban rendezték meg a Hajós Alfréd Nemzeti Sportuszodában

## Eredmények

### Férfiak
| Versenyszám            | Arany                                                                   | Arany    | Ezüst                                        | Ezüst    | Bronz                            | Bronz    |
| ---------------------- | ----------------------------------------------------------------------- | -------- | -------------------------------------------- | -------- | -------------------------------- | -------- |
| 50 m gyorsúszás        | Szabados Béla Békéscsabai Előre                                         | 23,95    | Nagy Péter Dunaferr SE                       | 24,05    | Ágh Norbert Bp. Honvéd           | 24,44    |
| 100 m gyorsúszás       | Szabados Béla Békéscsabai Előre                                         | 51,63    | Ágh Norbert Bp. HonvédNagy Péter Dunaferr SE | 51,98    |                                  |          |
| 200 m gyorsúszás       | Kalaus Valter Bp. Honvéd                                                | 1:54,25  | Szilágyi Zoltán BVSC                         | 1:55,45  | Kiss Tibor BVSC                  | 1:55,78  |
| 400 m gyorsúszás       | Szilágyi Zoltán BVSC                                                    | 3:57,10  | Kalaus Valter Bp. Honvéd                     | 4:01,15  | Kovács György Bp. Spartacus      | 4:02,35  |
| 1500 m gyorsúszás      | Szilágyi Zoltán BVSC                                                    | 15:48,21 | Kiss Tibor BVSC                              | 15:57,91 | Kade Zoltán Bp. Spartacus        | 16:04,15 |
| 100 m hátúszás         | Deutsch Tamás Bp. Honvéd                                                | 58,06    | Nagy Péter Dunaferr SE                       | 58,24    | Csépányi András Dunaferr SE      | 59,34    |
| 200 m hátúszás         | Deutsch Tamás Bp. Honvéd                                                | 2:04,92  | Csépányi András Dunaferr SE                  | 2:06,71  | Rédl Richárd Ferencvárosi TC     | 2:08,13  |
| 100 m mellúszás        | Rózsa Norbert Bp. Rendészeti SE                                         | 1:02,33  | Güttler Károly Bp. Rendészeti SE             | 1:02,66  | Debnár Tamás BVSC                | 1:05,49  |
| 200 m mellúszás        | Güttler Károly Bp. Rendészeti SE                                        | 2:15,91  | Rózsa Norbert Bp. Rendészeti SE              | 2:16,44  | Debnár Tamás BVSC                | 2:16,98  |
| 100 m pillangóúszás    | Deutsch Tamás Bp. Honvéd                                                | 56,44    | Szabados Béla Békéscsabai Előre              | 57,25    | Botos Zoltán BVSC                | 57,43    |
| 200 m pillangóúszás    | Darnyi Tamás Bp. Rendészeti SE                                          | 2:04,23  | Bene Károly Dunaferr SE                      | 2:04,62  | Kalaus Valter Bp. Honvéd         | 2:05,42  |
| 200 m vegyes úszás     | Darnyi Tamás Bp. Rendészeti SE                                          | 2:07,01  | Bene Károly Dunaferr SE                      | 2:07,89  | Güttler Károly Bp. Rendészeti SE | 2:08,54  |
| 400 m vegyes úszás     | Darnyi Tamás Bp. Rendészeti SE                                          | 4:26,91  | Szabó József Bp. Honvéd                      | 4:31,17  | Czene Attila Bp. Rendészeti SE   | 4:33,29  |
| 4 × 100 m gyorsváltó   | Dunaferr SE Csépányi András Bene Károly Kiss Zsolt Nagy Péter           | 3:32,88  | Bp. Honvéd                                   | 3:34,28  | BVSC                             | 3:35,56  |
| 4 × 200 m gyorsváltó   | Dunaferr SE Kiss Zsolt Nagy Péter Bene Károly Csépányi András           | 7:48,77  | Bp. Honvéd                                   | 7:51,61  | BVSC                             | 7:56,13  |
| 4 × 100 m vegyes váltó | Bp. Rendészeti SE Czeme Attila Rózsa Norbert Horváth Péter Darnyi Tamás | 3:56,80  | Dunaferr SE                                  | 3:59,90  | Bp. Honvéd                       | 4:06,29  |

### Nők
| Versenyszám            | Arany                                                                         | Arany   | Ezüst                            | Ezüst   | Bronz                                                                 | Bronz   |
| ---------------------- | ----------------------------------------------------------------------------- | ------- | -------------------------------- | ------- | --------------------------------------------------------------------- | ------- |
| 50 m gyorsúszás        | Újhelyi Brigitta Orvosegyetem SC                                              | 27,73   | Varga Dóra Dunaferr SE           | 27,74   | Lakos Gyöngyvér Ferencvárosi TC                                       | 27,78   |
| 100 m gyorsúszás       | Újhelyi Brigitta Orvosegyetem SC                                              | 59,14   | Balyi Györgyi Bp. Spartacus      | 59,31   | Varga Dóra Dunaferr SE                                                | 59,73   |
| 200 m gyorsúszás       | Egerszegi Krisztina Bp. Spartacus                                             | 2:02,86 | Balyi Györgyi Bp. Spartacus      | 2:05,14 | Újhelyi Brigitta Orvosegyetem SC                                      | 2:05,77 |
| 400 m gyorsúszás       | Balyi Györgyi Bp. Spartacus                                                   | 4:20,08 | Újhelyi Brigitta Orvosegyetem SC | 4:24,16 | Berzlánovics Éva Dunaferr SE                                          | 4:28,74 |
| 800 m gyorsúszás       | Egerszegi Krisztina Bp. Spartacus                                             | 8:52,81 | Balyi Györgyi Bp. Spartacus      | 8:54,81 | Berzlánovics Éva Dunaferr SE                                          | 9:00,53 |
| 100 m hátúszás         | Egerszegi Krisztina Bp. Spartacus                                             | 1:01,63 | Szabó Tünde Nyíregyházi VSC      | 1:02,92 | Fekete Szandra Bp. Spartacus                                          | 1:05,63 |
| 200 m hátúszás         | Egerszegi Krisztina Bp. Spartacus                                             | 2:11,39 | Szabó Tünde Nyíregyházi VSC      | 2:15,26 | Fekete Szandra Bp. Spartacus                                          | 2:19,00 |
| 100 m mellúszás        | Csépe Gabriella BVSC                                                          | 1:11,77 | Pohl Anett BVSC                  | 1:13,12 | Kovács Judit Pécsi TÁSI                                               | 1:13,77 |
| 200 m mellúszás        | Csépe Gabriella BVSC                                                          | 2:32,59 | Pohl Anett BVSC                  | 2:36,79 | Kovács Judit Pécsi TÁSI                                               | 2:40,30 |
| 100 m pillangóúszás    | Szalai Szilvia Szeged SC                                                      | 1:04,10 | Balyi Györgyi Bp. Spartacus      | 1:04,72 | Buth Zsuzsa Bp. Spartacus                                             | 1:04,95 |
| 200 m pillangóúszás    | Egerszegi Krisztina Bp. Spartacus                                             | 2:13,84 | Buth Zsuzsa Bp. Spartacus        | 2:16,70 | Balyi Györgyi Bp. Spartacus                                           | 2:17,36 |
| 200 m vegyes úszás     | Egerszegi Krisztina Bp. Spartacus                                             | 2:17,06 | Csépe Gabriella BVSC             | 2:20,38 | Pohl Anett BVSC                                                       | 2:21,46 |
| 400 m vegyes úszás     | Egerszegi Krisztina Bp. Spartacus                                             | 4:44,25 | Pohl Anett BVSC                  | 5:02,07 | Berzlánovics Éva Dunaferr SE                                          | 5:06,03 |
| 4 × 100 m gyorsváltó   | Bp. Spartacus Egerszegi Krisztina Balyi Györgyi Fekete Szandra Buth Zsuzsa    | 4:02,18 | Ferencvárosi TC                  | 4:06,19 | Szeged SC Szalai Szilvia Bozsó Beáta Doszkos Vera Pintér Orsolya      | 4:09,60 |
| 4 × 200 m gyorsváltó   | Bp. Spartacus Schulze Renáta Balyi Györgyi Buth Zsuzsa Egerszegi Krisztina    | 8:43,83 | Ferencvárosi TC                  | 8:56,70 | Szeged SC Bozsó Beáta Doszkos Vera Pataki Ágnes Szalai Szilvia        | 9:04,72 |
| 4 × 100 m vegyes váltó | Bp. Spartacus Egerszegi Krisztina Kronberg Klára Schulze Renáta Balyi Györgyi | 4:25,60 | BVSC                             | 4:30,69 | Szeged SC Pintér Orsolya Komlódi Gabriella Szalai Szilvia Bozsó Beáta | 4:32,53 |

## Csúcsok
A bajnokság során az alábbi felnőtt csúcsok születtek:
| Esemény                     | Idő     | Név                 | Csapat            | Csúcs            |
| --------------------------- | ------- | ------------------- | ----------------- | ---------------- |
| Férfi 50 méteres gyorsúszás | 23,95   | Szabados Béla       | Békéscsabai Előre | Országos felnőtt |
| Női 200 méteres mellúszás   | 2:32,59 | Csépe Gabriella     | BVSC              | Országos felnőtt |
| Női 400 méteres vegyesúszás | 4:44,25 | Egerszegi Krisztina | Bp. Spartacus     | Országos felnőtt |